# Cseszneky
Cseszneky är en ungersk friherrlig och grevlig adelsätt, omtalad redan på 1200-talet. Är ungersk uradel stammande ur klanen Bána av petjenegbeskärningen.

## Kända medlemmar
- Jakab Cseszneky, ispán av Trenčín, kungsvärdman, byggare av Csesznek slott
- György Cseszneky, major av Tata slott i Tata, domare och sedan kapten för Győr slott
- Mihály Cseszneky, huvudriddare av Várpalota
- Benedek Cseszneky, markägare, dipomat
- Erzsébet Cseszneky, ädelkvinna, mor till historikern Matthias Bel (1684–1749)
- Gyula Cseszneky, litterär översättare, militär officer, kroatisk kunglig rådgivare

## Ytterligare information
- Cseszneky familjens webbsida